# Obręczna
Obręczna – wieś sołecka w Polsce, położona w województwie świętokrzyskim, w powiecie opatowskim, w gminie Sadowie
W latach 1975–1998 miejscowość administracyjnie należała do województwa tarnobrzeskiego.
Przez wieś przechodzi  czerwony szlak rowerowy do Opatowa.
W 1786 roku w dworku w Obręcznej urodził się poeta Wincenty Reklewski.

## Części wsi
| SIMC    | Nazwa      | Rodzaj    |
| ------- | ---------- | --------- |
| 0806269 | Gawroniec  | część wsi |
| 0806275 | Podgórze   | część wsi |
| 0806281 | Podlodowie | część wsi |
| 0806298 | Stawki     | część wsi |

## Historia
Według Słownika geograficznego Królestwa Polskiego Obręczna była wsią nad rzeczką Obręczanką w powiecie opatowskim, gminie Sadowie i parafii Wszechświęte, położoną w odległości 7 wiorst od Opatowa.
Wśród najdawniejszych właścicieli Obręcznej wymienia się m.in. rodziny Brzezińskich, Chocimowskich, Podlodowskich i Romerów. Od tych ostatnich majątek liczący 572 morgi gruntów ornych i 450 mórg sadów kupił Wojciech Reklewski h. Gozdawa – cześnik sandomierski.
Włości odziedziczył następnie jego syn Krzysztof Reklewski – podstoli sandomierski – mąż niejakiej Felicjanny z Jarnuszkiewiczów. To właśnie z jej inicjatywy oraz na jej koszt około roku 1783 na miejscu drewnianego wystawiono murowany kościół pw. św. Bartłomieja w Strzyżowicach, a w 1784 kościół pw. W.N.M.P. w Opatowie ozdobiony został jednolitą polichromią iluzjonistyczną o tematyce maryjnej oraz otrzymał kilka obrazów do ołtarzy bocznych.
Syn Krzysztofa, Józef Reklewski (1753–1832) – subdelegat sandomierski, sędzia pokoju w Opatowie w okresie Księstwa Warszawskiego, mąż Anny z Szabłowskich i ojciec poety Wincentego Reklewskiego – był ostatnim z Reklewskich właścicielem Obręcznej. Po jego śmierci majątek sprzedano okolicznym włościanom, a resztówkę z dworem nabył zamożny gospodarz Szymon Pawlicki.
W 1827 roku miejscowość liczyła 11 domów oraz 83 mieszkańców.
W 1871 roku folwark Obręczna miał rozległość 572 mórg, z czego: grunty orne i ogrody stanowiły 475 mórg, łąki – mórg 20, pastwiska – 28, obszary wodne – 2, a nieużytki – 47 mórg. Na terenie folwarku stało wówczas 10 budynków murowanych i 4 drewniane.
Pod koniec XIX wieku we wsi stało już 20 domostw zamieszkanych przez 92 osoby. Na terenie Obręcznej były wówczas: wiatrak, pokłady rudy żelaznej, kamienia ciosowego oraz węgla – prawdopodobnie brunatnego.
Po Pawlickim majątek odziedziczyła jego córka (po mężu Kaczmarska), a około 1915 roku folwark liczący wówczas 35 mórg nabył Antoni Kwaśniak. Jego potomkowie są właścicielami resztówki po dziś dzień. Dawny dwór modrzewiowy Reklewskich rozebrano po II wojnie światowej, a na jego miejscu w 1980 roku postawiono nowy dom i zabudowania gospodarcze

## Zabytki
- Figura przydrożna – ufundowana w 1880 r. przez Szymona Pawlickiego, ówczesnego właściciela wsi Obręczna, z wdzięczności za ocalenie życia w jakimś wypadku. Napis na kapliczce głosi:

Szymon Pawlicki, dziedzic Obręczny, dnia 12 września 1880 r. za przyczyną Najświętszy Maryi Panny ocalony od Kalectwa, a może i od nagłej śmierci, w tym miejscu tu też Ku czci tej, tę kapliczkę wystawił.
- Pozostałości parku dworskiego,
- Zamocowania bramy wjazdowej na teren dworu,
- Piwnice dworskie – dobrze zachowane,
- Kotliny po zarosłych stawach dworskich.